# Cereopsius cabigasi
Cereopsius cabigasi là một loài bọ cánh cứng trong họ Cerambycidae.